# مبايعة الأمير عبد القادر (1833)
مبايعة الأمير عبد القادر الثانية تمت بتاريخ 15 رمضان 1248 هـ الموافق 4 فيفري 1833م في قضر الإمارة ضمن منطقة معسكر في الجزائر.

## البيعة الأولى
مع تزايد الضغوط الناتجة عن الاحتلال الفرنسي في الجزائر، اتفق سكان الإقليم الوهراني على تنظيم مقاومة لمواجهة القوات الفرنسية القادمة. اختار الأهالي تفويض قيادة هذه المقاومة إلى أسرة الأمير عبد القادر، وتوجهوا إلى الشيخ محيي الدين الحسني لطلب قيادته لهذا الجهد بناءً على خبرته العسكرية التي تجالت في معركة خنق النطاح.
قام الشيخ محيي الدين بتشكيل قوة عسكرية من أفراد القبائل، وسلم القيادة إلى ابنه عبد القادر الجزائري. برز عبد القادر في معركة خنق النطاح، حيث نفذ خطة عسكرية لاقت تقديرًا من الحاضرين.
اقترح الشيخ محيي الدين على القبائل اختيار عبد القادر قائدًا، فوافقوا وأقاموا له «البيعة الأولى» في 27 نوفمبر 1832، تحت شجرة الدردار في وادي فروحة، في حدث عكس توافق القبائل على قيادته.

## البيعة الثانية
في أعقاب إعلان البيعة الأولى، سارع وجهاء وأعيان وزعماء القبائل التي لم تشارك فيها إلى إعلان بيعتهم. جرت هذه البيعة في مسجد بمدينة معسكر، يُعرف اليوم باسم مسجد سيدي الحسان، بعد حوالي ثلاثة أشهر من البيعة الأولى، وتحديدًا في 27 نوفمبر 1832. وفي 4 فبراير 1833، عُقدت "البيعة العامة" أو "البيعة الثانية" في قصر الإمارة بمعسكر.
في يوم الجمعة، 4 فبراير 1833، دخل الأمير عبد القادر إلى مسجد معسكر الجامع، المعروف حاليًا بـ"مسجد سيدي حسان" أو "مسجد المبايعة"، وألقى خطبة جماعية دعا فيها أبناء قومه إلى الجهاد وفقًا لأحكام الشريعة الإسلامية.
حضر هذه البيعة العامة ممثلون عن عدة قبائل ومناطق، منها أهالي سهل غريس، والشراقة، والغرابة، وخالدي، وعباسي، وبراهيمي، وحساني، والعوفي، وجعفري، وبرجي، وشقراني، وبني السيد دحو، وبني سيدي أحمد بن علي، والزلامطة، ومغراوة، وطلوية، وعارف، وأهالي وادي الحمام.
وثّقت هذه البيعة وثيقة أخرى، كتبها العالم محمود بن حوا المجاهدي، وقُرئت على الشعب تحت شجرة الدردار الواقعة بوادي فروحة.  وجاء فيه:
| ” | بسم الله الرحمن الرحيم وصلى الله على سيدنا ومولانا محمد النبي الطيب الكريم وعلى آله وأصحابه ذوي الفضل العظيم حمداً لمن فضل أمة محمد عليه السلام وخصها بمزايا لم يعطها أحداً من الأنام وجعلها خير أمة أخرجت للناس يامرون بالمعروف وينهون عن المنكرات والأرجاس هداهم به إلى الرشاد وطهرهم من عبادة الأوثان والأنداد والأضداد وجعلهم الشهداء على من سواهم من الأنام فشرف بذلك أمرهم ورفع قدرهم وجعل إجماعهم حجة وسبيلهم أقوم محجة وأوجب عليهم نصب إمام عدل وفرض عليهم اتباعه في القول والفعل ليكف الظالم وينصر المظلوم ويجمع شملهم بالخصوص والعموم ويكافح بهم عدو الدين لتكون العليا كلمة المسلمين وصلاة وسلاماً على من صدع بالحق ودعا الخلق إلى القول بالصدق وجاهد في الله حق جهاده حتى استقام المعوج وآب عن فساده سيدنا ومولانا محمد أشرف رسول وأكرم شافع مقبول صاحب المقام المحمود والحوض المورود وعلى آله وأصحابه أهل وداده وسيوف جلاده الذين بذلوا أنفسهم وأموالهم في طاعته ونصرته وأوضحوا شريعته وبينوا طريقته فحازوا بذلك أسنى المراتب ونالوا الدرجات العلى والمناصب فهم نجوم الإهتدا ومصابيح الإقتدا هذا ولما انقرضت الحكومة الجزائرية من سائر المغرب الأوسط واستولى العدو على مدينة الجزائر ومدينة وهران، وطمحت نفسه العاتية إلى الاستيلاء على الجبال والسهول، والفدافد والتلال، وصار الناس في هرج ومرج وحيص وبيص لا ناهي عن منكر ولا من يعظ ويزجر قام من وفقهم الله للهداية وظهرت عليهم العناية من رؤساء القبائل وكبرائها وصناديدها وزعمائها، فتفاوضوا في نصب إمام يبايعونه على كتاب الله والسنة فلم يجدوا لذلك المنصب الجليل إلا ذا النسب الطاهر والكمال الباهر رأس الملة والدين قامع اعداء الله الكافرين أبا المكارم السيد عبد القادر ابن مولانا السيد محي الدين أيد الله به الإسلام والمسلمين وأحيا به ما اندرس من معالم الدين فبايعوه على كتاب الله العظيم وسنة نبيه الكريم. إن الذين يبايعونك أنما يبايعون الله يد الله فوق أيديهم ثم قدمت على حضرته الوفود من سائر الجهات والحدود أولهم وآخرهم شريفهم ومشروفهم كبيرهم وصغيرهم بيعة تامة كاملة عامة بيعة سمع وطاعة أفراداً وجمعة بيعة عز وتعظيم وتبجيل وتكريم بيعة يعز الله بها الإسلام ويخذل بها الفجار اللئام يمنعون عنه السوء بما يمنعون به انفسهم وأولادهم وأموالهم ويبذلون في مرضاته أرواحهم وأكبادهم إن أمرهم سمعوا وإن نهاهم حشعوا وخضعوا يطيعونه ما ساسهم بالشريعة الغراء وينصرونه في السراء والضراء فمن وفى بيعته نال مسرته واتقى مضرته ولاقى مبرته ومن نكث فإنما ينكث على نفسه وخسر في يومه وأمسه والله المسؤول في هداية الخلق إلى طريق الحق والرأفة والرفق ولما إزدهت هذه البيعة بكمالها وطرزت بجلالها وجمالها كمل سرورها وتمت بدورها بوزارة أبي المحاسن السيد محمد بن السيد العربي أقام الله به أمر هذه الدولة السنية والإمامة البهية وممن حضر هذه البيعة وبايع وسمع لها وتابع من القبائل الشرقية والأحياء الغربية الوزير المذكور وبنو عمه وسائر العلماء والأعيان من معسكر وقلعة هوارة وأحوازهما كبني شقران وبني غدوا وسجرارة وقبائل غريس وأحيائه وغمائره وعشائره وأعيان القبائل الشرقية كالعطاف وسنجاس وبني القصير ومرابطي مجاجة وصبيح وبني خويدم وبني العباس وعكرمة والمحال وفليته والمكاحلية وأحلافهم وأعيان مجاهر والبرجيه والدوائر والزمالة والغرابة وكافة قبائل اليعقوبية والجعافرة والحساسنة وبني خالد وبني إبراهيم ثم القبائل القبلية كأولاد شريف وأولاد الأكرد وصدامة وخلافة وغيرهم ممن يطول ذكرهم من قبائل المغرب الأوسط وعمائره سهله ووعره ثم الكل بايعوا عن أنفسهم وعن قبائلهم بالإذن العام من الخواص والعواموقعت هذه البيعة العامة في ثلاثة عشر رمضان سنة ثمان وأربعين ومائتين وألف وفي الرابع من فبراير سنة ثلاث وثلاثين وثمانمائة كتبها خادم الشريعة السمحاء محمد الشهير بابن حوا | “ |

وقد وجه خطابه الأول إلى كافة العروش قائلاً: "… وقد قبلت بيعتهم (أي أهالي وهران وما حولها) وطاعتهم، كما أني قبلت هذا المنصب مع عدم ميلي إليه، مؤملاً أن يكون واسطة لجمع كلمة المسلمين، ورفع النزاع والخصام بينهم، وتأمين السبل، ومنع الأعمال المنافية للشريعة المطهرة، وحماية البلاد من العدو، وإجراء الحق والعدل نحو القوى والضعيف، واعلموا أن غايتي القصوى اتحاد الملة المحمدية، والقيام بالشعائر الأحمدية، وعلى الله الاتكال في ذلك كله
13 رمضان 1248 هـ الموافق لـ 4 فبراير 1833 م

## علم الأمير عبد القادر

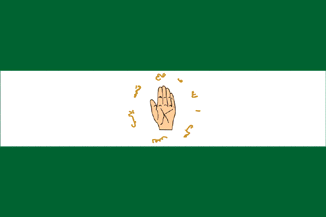
علم الأمير عبد القادر (1832م-1847م)

حافظت المقاومة الشعبية الجزائرية ضد فرنسا بقيادة الأمير عبد القادر الجزائري على التصميم الأول للعلم في «البيعة الأولى» ليكون لواءً أعلاه وأسفله من الحرير الأخضر ووسطه من الحرير الأبيض رُسمت عليه يد مبسوطة محاطة بعبارات نصر من الله وفتح قريب وناصر عبد القادر بن محي الدين مضيفا أن كل من الرسم والكتابة كانتا باللون الذهبي.
﴿وَأُخْرَى تُحِبُّونَهَا نَصْرٌ مِنَ اللَّهِ وَفَتْحٌ قَرِيبٌ وَبَشِّرِ الْمُؤْمِنِينَ ۝١٣﴾ (سورة الصف)

## مكتبة الصور

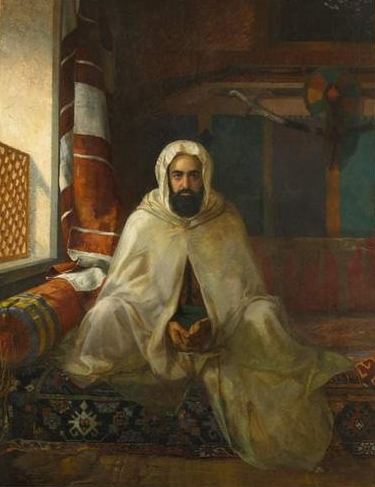
الأمير عبد القادر
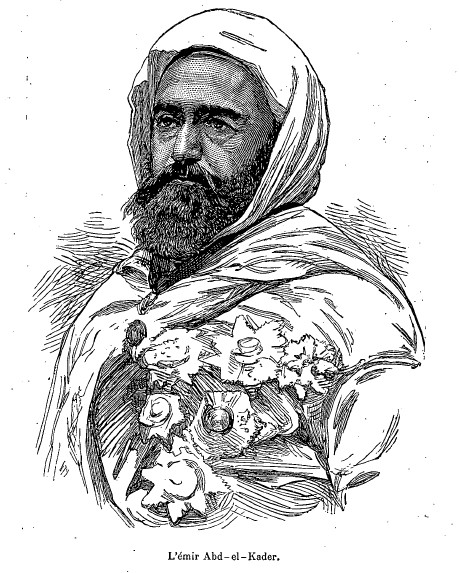
الأمير عبد القادر
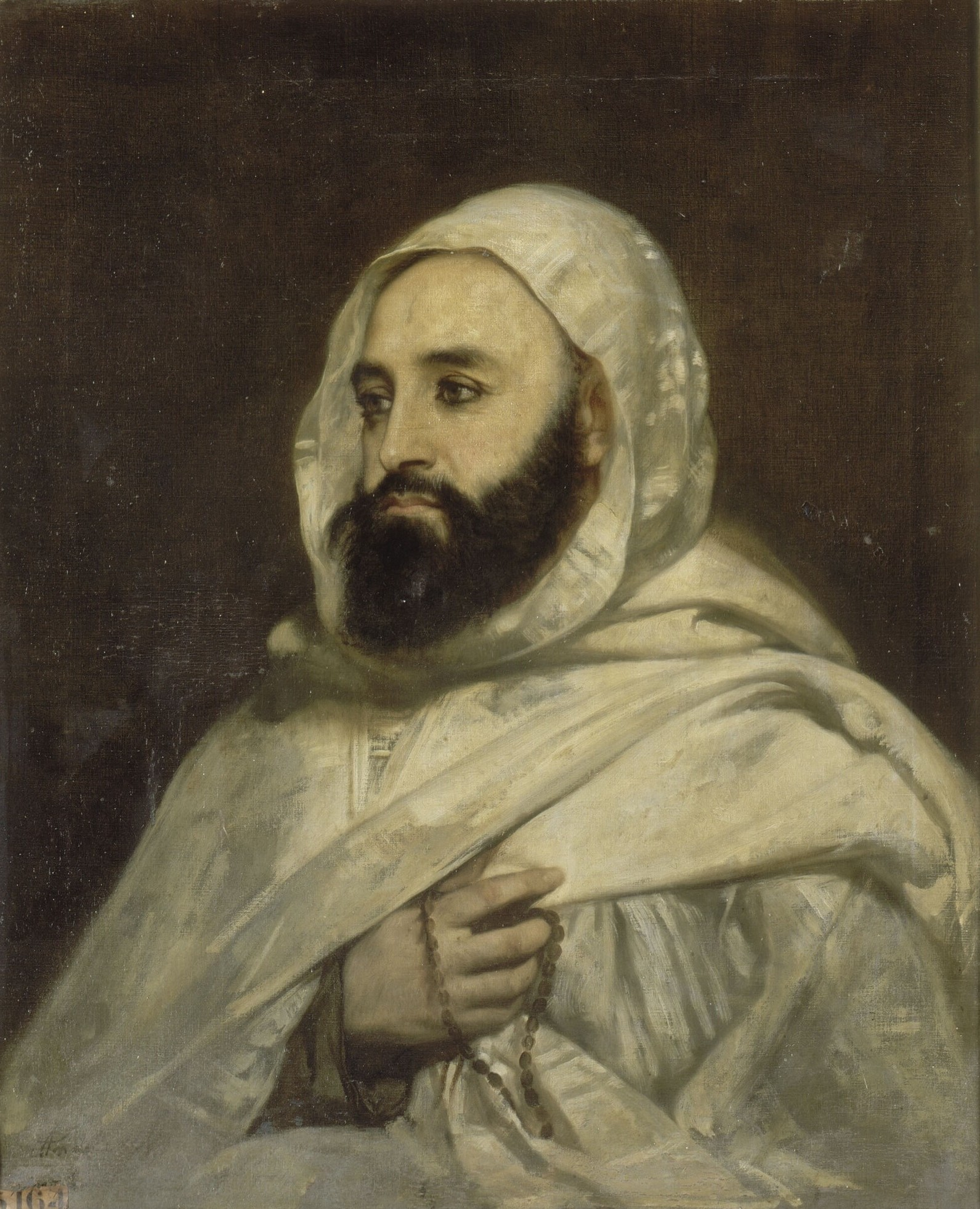
الأمير عبد القادر
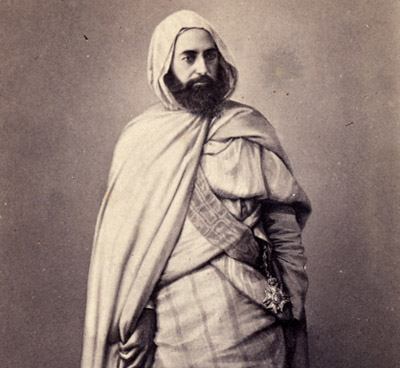
الأمير عبد القادر
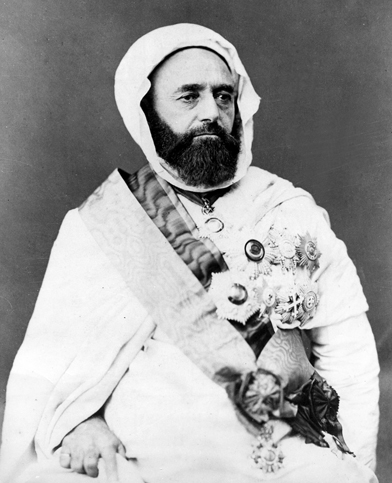
الأمير عبد القادر

### مواضيع ذات صلة
- مبايعة الأمير عبد القادر (1832)
- معاهدة دي بورمن
- معاهدة دي ميشال
- معاهدة تافنة
- معاهدة لاموريسيير
- مقاومة الأمير عبد القادر
- مقاومة متيجة
- تركيبة جيش أفريقيا لحملة 1830